# Idlib (gouvernement)
Idlib (Arabisch: ادلب) is een gouvernement in Syrië met een bevolking van 1.359.000.

## Districten
- Arihah
- Harem
- Idlib
- Jisr ash-Shugur
- Ma'arrat al-Numan

## Syrische Burgeroorlog
Al in 2012 bij het begin van de Syrische Burgeroorlog was de provincie stevig in handen van het verzet. Idlib grenst aan Turkije en aan de kustprovincie Latakia, waar toenmalig president Assad veel steun had.
Eind maart 2015 veroverden strijders van Jabhat al-Nusra grote delen van het gouvernement op het regeringsleger. Nadien werd het gebied door de regering-Assad als 'afvoerputje' gebruikt: iedere groepering elders in het land die zich aan de regering overgaf, kreeg aftocht per bus naar Idlib aangeboden.
In 2018 was het gouvernement het laatste overgebleven aanzienlijke grondgebied waar zich anti-Assad rebellen ophielden. Op 2 november 2017 riep Hayat Tahrir al-Sham, de voornaamste groepering, in Idlib-stad de Syrische Heilsregering uit, een salafistische Syrische tegenregering. In januari 2019 wist Tahrir al-Sham effectief de controle over het gouvernement over te nemen door de overgebleven rebellengroeperingen te neutraliseren. 
In mei 2019 werd door het Syrische regime met hulp van Russische gevechtstoestellen vatbommen ingezet bij hun offensief in Idlib. Daarmee verdween het staakt-het-vuren akkoord van september 2018 in de prullenmand. Op 22 mei 2019 werden Assad en Rusland zelfs opnieuw beschuldigd van gifgasaanvallen op Idlib door de VS. Op 22 juli 2019 werden bewust civiele doelen gebombardeerd door Assad en Russische troepen na reeds dagelijkse maandenlange bombardementen om het verzet te doden of te verjagen.
Eind november 2024 begon Hayat Tahrir al-Sham een offensief vanuit Idlib dat leidde tot de val van het Assad-regime.
Al-Hasakah · Aleppo · Damascus · Deir ez-Zor · Dera · Hama · Homs · Idlib · Latakia · Quneitra · Raqqa · Rif Dimashq · As-Suwayda · Tartous